# Cuồng
Cuồng, hay còn gọi là Đơn châu chấu, đinh lăng gai, rau gai, độc lực, cẩm giảng hay cẩm ràng (tên khoa học: Aralia armata) là một loài thực vật có hoa trong Họ Cuồng. Loài này được (Wall. ex G.Don) Seem. mô tả khoa học đầu tiên năm 1868.